# رزق أباد (اسماعيلي كرمان)
رزق أباد (بالفارسية: رزق‌آباد) هي منطقة سكنية تقع في إيران في منطقة إسماعيلي. يقدر عدد سكانها بـ 95 نسمة .